# Eranthemum suffruticosum
Eranthemum suffruticosum là một loài thực vật có hoa trong họ Ô rô. Loài này được Roxb. mô tả khoa học đầu tiên năm 1820.